# Умјетничка галерија „Витомир Србљановић” Пљевља
| Умјетничка галерија „Витомир Србљановић” Пљевља |                                                          |
|                                                 |                                                          |
| Оснивач:                                        | Општина Пљевља, Црна Гора                                |
| Основана:                                       | 22. октобар 1999                                         |
| Седиште:                                        | Трг 13. јул бб, · Пљевља Црна Гора                       |
| Веб презентација                                |                                                          |
| Контакт:                                        | +382 67 115 665 galerijapv@t-com.me galerijapv@gmail.com |

Умјетничка галерија „Витомир Србљановић” у Пљевљима, отворена је 1991. године, а као јавна установа културе званично је регистрована 22. октобра 1999. године. Име носи по рано преминулом професору пљеваљске гимназије Витомиру-Виту Србљановићу, историчару умјетности, ликовном критичару, сликару и пјеснику.
У оквиру Галерије, смјештен је Југословенски музеј хумора и сатире. Отворен 1994. године, а данас се у њему чува преко 4500 експоната, од различитих часописа из области хумора и сатире са простора бивше Југославије и свијета, до бројних карикатура, књига, плаката... У Галерији су похрањена и два Легата – легат „Јеж” и легат „Вељко Рајковић”.

## Историјат и галеријски рад
Прије самог оснивања галерије, у Пљевљима је дјеловао ликовни клуб „Ристо Пејатовић”, покренут 9. децембра 1979. године који је окупљао велики број ликовних стваралаца. Управо је овај клуб био полазна основа да се у граду оснује галерија. До добијања нових просторија у реконструисаном Дому културе, Галерија је двадесет осам година била смјештена у старој кући познате трговачке породице Бајић, коју је Општина Пљевља откупила за галерију. Током 30 година свог постојања Галерија је направила преко 250 изложби афирмисаних сликара, као што су: Наод Зорић, Милић од Мачве, Никола Гвозденовић, Цветко Лаиновић, Станко Зечевић, Момчило Мацановић, Љубомир Попадић, Филип Јанковић, Оља Ивањицки, Миомир Мишо Вемић, Никола Вујошевић, Лука Берберовић, Дадо Ђурић, Ристо Радмиловић, Урош Тошковић, Војо Станић, Милан Коњовић, али и самосталне изложбе најзначајнијих карикатуриста региона - Шпиро Радуловић, Драган Величковић, Милош Вушковић, Лука Лагатор, Југослав Влаховић, изложба карикатура са Kонкурса „Пјер”, Дарко Дрљевић, Горан Ћеличанин, Бојан Јокановић.

## Ликовна награда
Поред тога Галерија организује сталне и повремене изложбе, научне скупове, организује научно-истраживачки рад, врши издавачку дјелатност, прикупља, обрађује и чува галеријску грађу на територији општине. Галерија је у периоду од 1999. до 2011. године додјељивала ликовну награду Diatreta. Награда се додјељивала истакнутим ствараоцима на пољу ликовне културе сваке четврте године. Досадашњи добитници ове престижне награде су Никола Гвозденовић (1999), Станко Зечевић (2003), Никола Вујошевић (2007) и Војо Станић (2011). Ликовна награда Diatreta носи назив по обредном стакленом пехару, пронађеном на римском локалитету MUNICIPIUM’S у селу Комини код Пљеваља, која представља јединствен примјерак у свијету и има изузетну умјетничку вриједност.

## Ликовна колонија
Галерија од 2015. године организује Ликовну колонију, која окупља сликаре из земље, региона и иностранства. Колонија се одржава крајем мјесеца августа, а умјетници бораве у Пљевљима и црпе инспирацију из урбаног дијела града, али и живописне природе у којој је град смјештен - кањон ријеке Таре, бројни споменици културе, као и парк „Водице” који се налази на извору ријеке Брезнице и најљепши је градски парк у Црној Гори.

## Конкурс „Ристо Пејатовић”
У оквиру VII Дана хумора и сатире „Вуко Безаревић”, 1994. године, тадашњи Савјет манифестације установио је награду за карикатуру. Награда носи назив по првом академски образованом сликару и вајару из Пљеваља Ристу Пејатовићу.
Kонкурс је регионалног карактера и сваке године окупи велики број најзначајнијих карикатуриста региона. До сада је на конкурсу учествовало преко 300 карикатуриста са простора бивше Југославије. Тема је слободна, а годишње се додијеле три награде – Grand prix и двије Специјалне.

### Добитници Grand prix награде
- 1994. - Слободан Обрадовић, Земун
- 1995. - Никола Рудић, Београд
- 1996. - Горан Ратковић , Земун
- 1997. - Дејан Миличић и Томислав Лалић, Пљевља
- 1998. - Владо Волаш, Земун
- 1999. - Борислав Станковић - Стабор, Београд
- 2000. - Горан Ћеличанин, Варварин
- 2001. - Тошо Борковић, Београд
- 2002. - Лука Лагатор, Цетиње
- 2003. - Дарко Дрљевић, Kолашин
- 2004. - Миодраг Величковић, Лесковац
- 2005. - Душан Смиљанић, Београд
- 2006. - Лазо Средановић, Радовићи-Kрашићи
- 2007. - Шпиро Радуловић, Београд
- 2008. - Тошо Борковић, Београд
- 2009. - Јован Прокопљевић, Земун
- 2010. - Сава Бабић, Лозница
- 2011. - Миланко Kаличанин, Kраљево
- 2012. – Дарко Дрљевић, Подгорица
- 2013. – Ранко Гузина, Београд
- 2014. – Вјекослав Бојат, Подгорица
- 2015. - Горан Ћеличанин, Варварин
- 2016. – Драгомир Ђукић, Подгорица
- 2017. – Југослав Влаховић, Београд
- 2018. – Јакша Влаховић, Београд
- 2019. – Вјекослав Бојат, Подгорица
- 2020. – Дарко Дрљевић, Подгорица
- 2021 - Горан Дивац, Београд
- 2022 - Миланко Каличанин, Краљево
- 2023 - Милорад Ранков, Вршац
- 2024 - Никола Ојданић, Београд

### Добитници специјалне награде
- 1994. – Борислав Станковић (Београд), Љубомир Јанковић (Београд), Миодраг Величковић (Лесковац),  Дарко Дрљевић (Подгорица)
- 1995. – Душан Лазић (Чента), Мухамед Ђерлек (Нови Пазар),  Горан Ратковић (Земун)
- 1996. – Мухамед Ђерлек Маx (Нови Пазар), Драган Величковић (Београд)
- 1997. – Драган Пантовић (Београд), Слободан Обрадовић (Земун), Лука Лагатор (Цетиње)
- 1998. – Влада Kатић (Вучак), Слободан Обрадовић (Земун)
- 1999. – није додијељена
- 2000. – Ранко Гузина (Београд)
- 2001. – Горан Ратковић (Земун), Драгутин Гане Милановић (Београд)
- 2002. – Миодраг Величковић (Лесковац)
- 2003. – Слободан Срдић (Смедерево)
- 2004. – није додијељена
- 2005. – није додијељена
- 2006. – није додијељена
- 2007. – није додијељена
- 2008. – Горан Ћеличанин (Варварин), Игор Шевченко (Пљевља), Лазо Средановић (Радовићи - Kрашићи), Зоран Јошић (Цеље)
- 2009. – Дарко Дрљевић (Подгорица), Лука Лагатор (Цетиње)*
- 2010. – Југослав Влаховић (Београд), Дарко Дрљевић (Подгорица)
- 2011. – Владо Волаш (Земун), Милета Милорадовић (Kрагујевац)
- 2012. – Мухамед Ђерлек (Нови Пазар), Јакша Влаховић (Београд)
- 2013. – Милан Алашевић (Цеље), Мирко Зулић (Подгорица)
- 2014. – Милета Милорадовић (Kрагујевац), Дарко Дрљевић (Подгорица)
- 2015. – Сава Бабић (Лозница), Лука Лагатор (Цетиње)
- 2016. – Саша Димитријевић (Ниш), Слободан Бутир (Сплит),
- 2017. – Обренић Миљан (Пљевља), Саша Димитријевић (Ниш), Јордан Поп Илиев (Скопље)
- 2018. – Решад Султановић (Сарајево), Слободан Обрадовић (Земун)
- 2019. – Миро Георгијевски (Скопље), Никола Драгаш (Панчево)
- 2020. – Тошо Борковић (Београд), Горан Дивац (Београд), (Мухамед Ђерлек Маx - Нови Пазар и Елмедин Дошло - Горажде – награде спонзора)
- 2021 - Милорад Ранков (Вршац), Мухамед Ђерлек (Нови Пазар)
- 2022 - Југослав Влаховић (Београд), Слободан Срдић (Смедерево)
- 2023 - Мирко Зулић (Подгорица), Дамир Новак (Мали Михаљевец)
- 2024 - Игор Шевченко (Пљевља), Зденко Пухин (Загреб)